# La Librairie francophone
La Librairie francophone était une émission de radio littéraire présentée par Emmanuel Khérad sur diverses stations de radio, avec les libraires Marie Musy, Josiane Perret, Annick Dor, Georges-Marc Habib, Matthieu Colombe, Agnès Gateff et Manon Trépanier.
Chaque semaine, l'émission proposait de découvrir des auteurs et ses livres coup de cœur avec la collaboration de libraires-chroniqueurs.
La musique utilisée pour le jingle de l'émission s'intitule Maldito du groupe Orange Blossom.
France Inter décide de ne pas reconduire l'émission dans sa grille de rentrée 2024-2025 et la remplace par Etcetera, présentée par Lilia Hassaine.

## Diffusion de l'émission
- France : samedi à 14 h sur France Inter
- Suisse : samedi à 17 h sur La Première
- Belgique : dimanche à 12 h sur La Première
- Canada : samedi à 21 h sur ICI Radio-Canada Première

## Équipe
- Production : Emmanuel Khérad
- Réalisation : David Leprince
- Attaché de production : Jean-Philippe Veret